# Anusak Laosangthai
Anusak Laosangthai (Thai: อนุศักดิ์ เหล่าแสงไทย, * 5. Januar 1992) ist ein thailändischer Fußballspieler.

## Karriere

### Verein
Seinen ersten Vertrag unterschrieb er 2010 beim thailändischen Spitzenclub Muangthong United. 2010 und 2011 wurde er an Air Force Central FC ausgeliehen. Hier schoss er in 27 Spielen 12 Tore. Anschließend, 2012, wurde er zum Port FC ausgeliehen. Hier absolvierte er 7 Spiele, wobei er 4 Tore schoss. 2013 wurde er an den Drittligisten Nakhon Nayok ausgeliehen. Die Rückserie spielte er bei Ayutthaya FC. 2014 wechselte er in den Süden des Landes. Hier spielte er beim Zweitligisten Phuket FC. In 18 Spielen schoss er 7 Tore. 2015 ging es an die Ostküste zum damaligen Zweitligisten Pattaya United. Für die Saison 2015 wurde er umgehend an Customs United ausgeliehen. Nach seiner Rückkehr 2016 spielte er 12-mal für Pattaya United. 2017 unterschrieb er einen Vertrag in Bangkok beim Drittligisten BU Deffo. In 25 Spielen schoss er 23 Tore und wurde Torschützenkönig der Liga. Die Hinserie 2018 spielte er bei Ayutthaya FC, die Rückserie beim Erstligisten Chainat Hornbill FC. Hier wurde er 3-mal eingesetzt. Die Saison 2019 schloss er sich dem Drittligisten Trang FC an. Nach der Hinserie wechselte er im Juli 2019 nach Bangkok, wo er die Rückserie für den Zweitligisten Air Force United spielte. Nachdem die Air Force seinen Rückzug aus der Liga Ende 2019 bekannt gab, unterschrieb er einen Vertrag beim Nachfolgeverein Uthai Thani FC in Uthai Thani. Hier kam er 2020 auf zwei Einsätze. Ende Dezember 2020 wechselte er zum Ligakonkurrenten Ranong United FC nach Ranong. Für Ranong absolvierte er 13 Zweitligaspiele. Im Juli 2021 unterzeichnete er in Bangkok einen Vertrag beim Drittligisten Kasem Bundit University FC. Mit dem Bangkoker Verein spielte er 22-mal in der Bangkok Metropolitan Region der Liga. Ende Juli 2022 wechselte er in die zweite Liga, wo er sich dem ebenfalls in Bangkok beheimateten Kasetsart FC anschloss. Für den Hauptstadtverein bestritt er ein Zweitligaspiele. Nach der Hinrunde wurde sein Vertrag im Dezember 2022 nicht verlängert. Im Januar 2023 nahm ihn sein ehemaliger Verein Kasem Bundit University FC erneut unter Vertrag. Mit Kasem spielte er 23-mal in der Bangkok Metropolitan Region. Nach einer Spielzeit wechselte er im Sommer 2024 zum Erstligaabsteiger Trat FC. Für den Verein aus Trat kam er in der Hinrunde nicht zum Einsatz. Im Dezember 2024 wurde sein Vertrag nicht verlängert.

### Nationalmannschaft
2007 bis 2008 spielte er für die thailändischen Juniorenmannschaften U-16. 2009 bis 2010 spielte er 10-mal für die thailändischen Juniorenmannschaft U-19. Hier schoss er 6 Tore. Von 2012 bis 2015 spielte er 3-mal für die thailändischen Juniorenmannschaft U-23. Hier erzielte er ein Tor.

## Auszeichnungen
Torschützenkönig
Thai League 3 – Lower Region: 2017 (23 Tore)